# Dialogue pédagogique
En gestion mentale, le dialogue pédagogique est un outil permettant l'accompagnement de l'introspection cognitive, et ainsi le moyen d'une autonomie pédagogique par la conscientisation des habitudes mentales du sujet.
Le dialogue pédagogique repose sur la « congruence » (au sens rogérien) et l'empathie du praticien, qui lui permettent de guider le sujet pour le mettre en contact avec ses évocations. Il s'appuie pour cela sur la reformulation des évocations du sujet, nécessitant une appropriation évocative de celles-ci par le praticien. Il appartient au praticien de faire le tri pour ne reformuler que les productions liées aux évocations, écartant celles relatives à la perception, à l'intention, aux émotions, à la stratégie mentale ou à la restitution, afin de recentrer le sujet sur son évocation.